# Sakigake

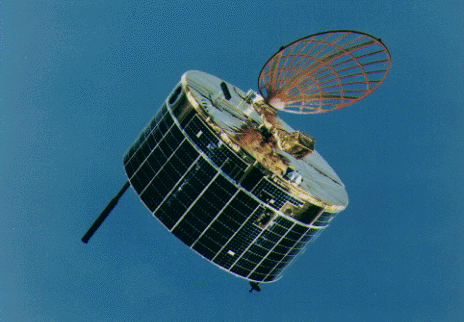
Raumsonde Sakigake

Sakigake (jap. さきがけ, dt. „Vorbote“) war eine japanische Raumsonde, die 1985 zur Erforschung des Kometen Halley gestartet wurde. Sakigake kam bis auf 7.000.000 km an den Kometen heran, ihre Schwestersonde Suisei 151.000 km.

## Mission
Sakigake, vor dem Start MS-T5 genannt, war die erste Raumsonde Japans. Die 140 kg schwere Sonde war mit drei Instrumenten ausgerüstet, einem Magnetometer sowie zwei Geräten zur Messung von Plasmawellen und des Sonnenwindes. Sie sollte den Kometen Halley erforschen.

## Verlauf
- Sakigake startete am 8. Januar 1985 mit einer MU-3-Trägerrakete vom japanischen Raumfahrtzentrum Kagoshima.
- Die höchste Annäherung an Halley fand am 11. März 1986 statt. Der Abstand betrug 7 Millionen km. Somit konnte die Sonde nur zur Fernerkundung des Kometen herangezogen werden. Ob sich die Sonde aufgrund eines Navigationsfehlers so weit von Halley entfernt befand, oder ob dies Absicht war, ist nicht bekannt. Sakigake unterstützte mit ihren Daten auch die europäische Sonde Giotto bei der Navigation.
- 1987 wurden Kommandos an die Sonde übermittelt, die sie auf Kurs zur Erde brachten.
- Am 8. Januar 1992, 14. Juli 1993 und am 3. Juli 1995 vollführte Sakigake jeweils ein gravity-assist-Manöver an der Erde. Die Sonde wurde dabei für Vorbeiflüge an den Kometen Honda-Mrkos-Pajdusakova (geplant für den 3. Februar 1996) und Giacobini-Zinner (geplant für den 29. November 1998) umgelenkt.
- Bereits kurz nach dem letzten gravity-assist-Manöver wurde jedoch das Erschöpfen der Treibstoffvorräte konstatiert und die geplanten Kometenvorbeiflüge entfielen.
- Der Kontakt mit Sakigake ging am 15. November 1995 verloren.

## Ergebnisse
Trotz gewisser Makel war Japans erste Sondenmission ein Erfolg. Sakigake blieb fast 11 Jahre aktiv, deutlich mehr als die 77 Sekunden der ersten US-Sonde Pioneer 0 oder die 92 Sekunden der ersten sowjetischen Sonde Luna 1958 A. Immerhin konnten im interplanetaren Raum, in der Nähe von Halley und im erdnahen Raum auch einige wissenschaftliche Daten von Wert gewonnen werden.